# Mongolicosa
Mongolicosa is een geslacht van spinnen uit de familie wolfspinnen (Lycosidae).

## Soorten
De volgende soorten zijn bij het geslacht ingedeeld:
- Mongolicosa buryatica Marusik, Azarkina & Koponen, 2004
- Mongolicosa glupovi Marusik, Azarkina & Koponen, 2004
- Mongolicosa gobiensis Marusik, Azarkina & Koponen, 2004
- Mongolicosa mongolensis Marusik, Azarkina & Koponen, 2004
- Mongolicosa pseudoferruginea (Schenkel, 1936)
- Mongolicosa songi Marusik, Azarkina & Koponen, 2004